# Vila Plevna u Splitu
Vila Plevna je secesijska vila u Splitu, na adresi Livanjska 20. Projektirao ju je njemačko-hrvatski arhitekt August Thara.:36., 42.-43.

## Opis
Sagrađena je 1907. godine. Najvjerojatnije je, prema Jošku Belamariću, dobila ime prema bitci kod Plevne 1877.-1878. godine. Mario Kezić sugerira da je investitor Jakov Pandža. Podignuta je 1907. godine, poslije Tharine smrti, u razdoblju kad se je po sjevernoj strani Splita gradilo objekte ladanjskog karaktera, u vidu ljetnikovaca i manjih zgrada u zelenilu, a u stilu historicizma i secesije. Vila je podignuta na istaknutom položaju sjecišta pruge i Livanjske ulice, ondašnje glavne prometnice prema Solinu. Ladanjski duh se sačuvao do današnjeg dana, jer je svojim je vrtom ostala izolirana na rubu gradskog parkirališta, pa joj je to sačuvalo slobodne vizure. Ugođaju pridonosi palača nasuprot, zgrada Zadružnog saveza (1912. – 1918.).:34. 
Nalazi se nekoliko desetaka metara udaljena od vile koju je sagradio za se i vile Gaje Bulata.:36., 42.-43.
Jednokatna vila-ljetnikovac izgrađena je 1907. na parceli između Livanjske ulice i usjeka željezničke pruge, za splitskog trgovca Jakova Pandžu. Projektanti su splitski građevinski poduzetnici, braća Eduard i Dane Žagar. Bila je okružena raskošnim vrtom, danas sačuvanim tek u naznakama. Tlocrt vile je razvedeni kvadrat s rizalitnim istacima na sjeveroistočnom i jugozapadnom pročelju, na sjeverozapadnom uglu je kula sa stubištem koja završava šiljastim krovištem. Pred ulazom je karakteristični drveni trijem. Vila je istaknuti primjer secesijske arhitekture s izraženim sjevernjačkim utjecajem.

## Zaštita
Pod oznakom Z-4540 zavedena je kao nepokretno kulturno dobro - pojedinačno, pravna statusa zaštićena kulturnog dobra, klasificiranog kao profana graditeljska baština.

## Vanjske poveznice
|  | Zajednički poslužitelj ima još gradiva o temi Vila Plevna u Splitu |